# آدم واطسون
آدم واطسون (بالإنجليزية: Adam Watson)‏ هو عالم بيئة بريطاني، ولد في 14 أبريل 1930 في توريف ‏ في المملكة المتحدة، وتوفي في 23 يناير 2019.